# Sergueï Polounine
Pour les articles homonymes, voir Polounine.
Sergueï Polounine (en russe : Сергей Полунин, en ukrainien : Сергій Полунін), né le 20 novembre 1989 à Kherson en République socialiste soviétique d'Ukraine, est un danseur de ballet ukrainien, ancien danseur du Royal Ballet, ayant pris la nationalité russe en 2018,,.

## Biographie
Sergueï Vladimirovitch Polounine (en russe : Сергей Владимирович Полунин, en ukrainien : Сергій Володимирович Полунін) naît le 20 novembre 1989 à Kherson, alors en République socialiste soviétique d'Ukraine.
Fils d’un ouvrier et d’une mère au foyer, il commence la danse à l’âge de trois ans. Il s’installe à Londres à 13 ans, avant d’intégrer la Royal Ballet School à 17 ans. En 2009, à 19 ans, il est promu premier danseur (first soloist), et en juin 2010, à 20 ans, danseur étoile (principal dancer) du Royal Ballet britannique, devenant l’artiste le plus jeune à accéder à ce rôle.
Il crée la surprise en annonçant, de manière subite, son départ de l’institution en janvier 2012. Parmi les raisons invoquées figurent la trop grande exigence de l'entraînement et son impact sur le quotidien, mais aussi le souhait de retrouver davantage de liberté.
Sergueï Polounine quitte Londres et part pour la Russie où, à l'été 2012, à l'invitation du directeur artistique Igor Zelenski, il devient le premier danseur du théâtre académique musical de Moscou, et en même temps danseur invité de la compagnie de théâtre d'opéra et de ballet de Novossibirsk. En 2014, il change pour le statut de danseur invité au théâtre musical de Moscou. Depuis 2016, il se produit également sur la scène du Bayerisches Staatsballett de Munich.
En février 2015, le photographe américain David LaChapelle le choisit pour danser sur le clip de Take Me to Church, du chanteur irlandais Hozier,.
Un documentaire lui est consacré : Dancer, réalisé par l'Américain Steven Cantor (en). Ce long métrage retrace son parcours artistique. Sa sortie est prévue pour septembre 2016 aux États-Unis,. Le film revient entre autres sur sa démission du Royal Ballet. Sergueï Polounine à ce propos, dans une interview donnée à l'AFP, avant la première du documentaire au théâtre Palladium à Londres, reconnaît qu'il s'agissait sans doute d'une décision impulsive.
Le lancement en mars 2017 du Projet Polounine, une entreprise de performance qu'il a conçue et qui a pour objectif de réunir danseurs, chorégraphes et d'autres artistes, est accueilli avec peu d'enthousiasme. La représentation au Sadler's Wells Theatre de Londres s'ouvre avec un extrait d'Icare de Vladimir Vassiliev, créé pour le ballet du Bolchoï en 1971, et dansé par Polounine et Natalia Ossipova. Il enchaîne avec Thé ou Café chorégraphié par Andreï Kaïdanovski et Narcisse et Écho, sur la musique originale d'Ilan Eshkeri, qu'il chorégraphie en tandem avec David LaChapelle. Toutefois, malgré les tentatives de se tenir aux valeurs académiques, l'événement manque de direction et les critiques sont sans pitié,,.
En 2017, Polounine joue dans Red Sparrow sous la direction de Francis Lawrence. Il se dit enchanté de cette expérience et nourrit l'espoir d'entamer une carrière cinématographique. L'opportunité de poursuivre sur cette voie s'offre à lui la même année, lorsque Kenneth Branagh lui donne le rôle de Comte Andrenyi dans son Crime de l'Orient-Express,. L'année suivante, il joue un danseur classique dans le film Casse-Noisette et les Quatre Royaumes du studio Walt Disney Pictures.
En novembre 2018, l'artiste annonce avoir pris la nationalité russe.
Début 2019, ses propros homophobes, sexistes, « grossophobes » et élogieux à l'égard de Poutine (il arbore un tatouage du président russe sur la poitrine) font scandale, au point que l'Opéra de Paris annule son invitation,,.

## Filmographie
- 2016 : Dancer de Steven Cantor : Sergeï Polunin
- 2017 : Le Crime de l'Orient-Express de Kenneth Branagh (VQ : Christian Perrault) : Comte Rudolf Andrenyi
- 2018 : Casse-Noisette et les Quatre Royaumes de Lasse Hallström et Joe Johnston : Le Gentil Cavalier
- 2018 : Red Sparrow de Francis Lawrence : Konstantin
- 2019 : Noureev (Le corbeau blanc) de Ralph Fiennes : Yuri Soloviev
- 2021 : Passion simple de Danielle Arbid : Alexandre